# Steyr Mannlicher M1894
Die Steyr Mannlicher M1894 war eine der ersten semi-automatischen Pistolen.

## Allgemeines
Die erste Pistole von Ferdinand Mannlicher, welche von FAB.D'ARMES Neuhausen in der Schweiz gefertigt wurde, war selbstladend und verwendete speziell eingefasste 6,5-mm-Patronen. Der mechanische Entwurf der Waffe war für damalige Waffen-Standards neuartig, da der Blow-Forward-Mechanismus für das Abfeuern der Waffe verwendet wurde. Normalerweise wurde bei automatischen Schusswaffen mit niedrigem Kaliber der Rückstoß verwendet, um den Hinterlader nach hinten zu bewegen. Mannlicher setzte aber einen starren Hinterlader ein, bei dem der Lauf „nach vorne stößt“.
Ein spezielles Gehäuse für den Lauf, auf dem sich auch das Visier befindet, erstreckte sich entlang der gesamten Länge des Laufs (165 mm). In diesem Gehäuse befand sich eine schwere Rückholfeder, welche konzentrisch um den Lauf angebracht war und zwischen dem vorderen Teil des Gehäuses und dem hinteren Teil des Laufes zusammengedrückt wurde.

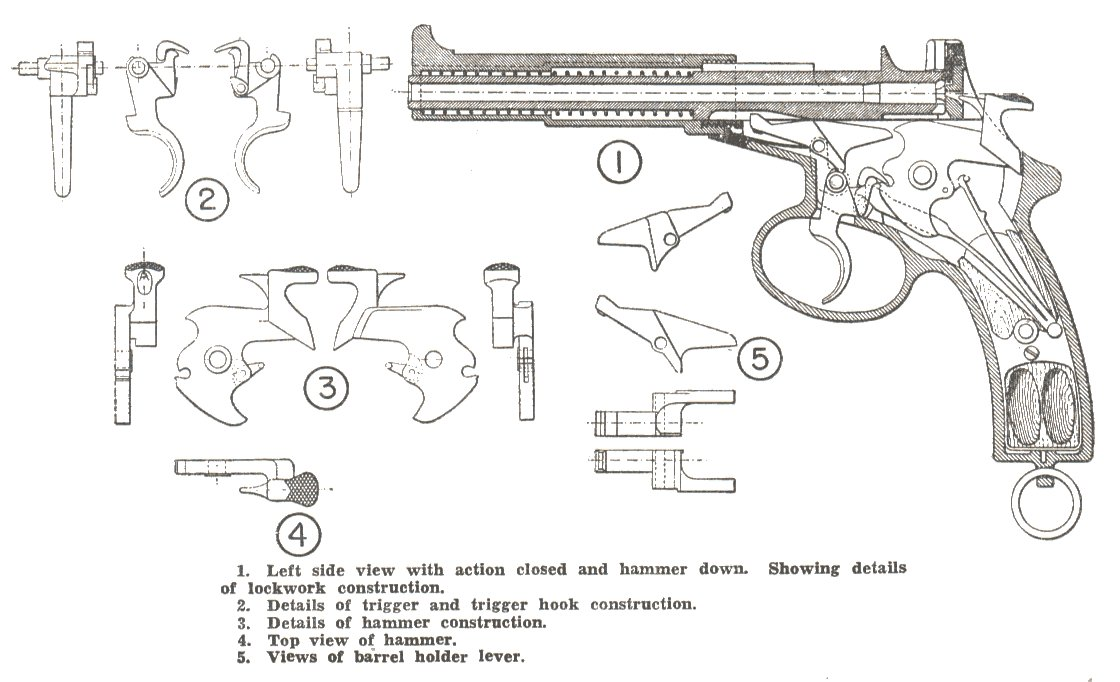
Abbildung S. 188

Eine weitere Besonderheit der Waffe war ein dreiarmiger Hebel, welchen man in der Abbildung auf der Seite 188 von Mannlicher Rifles and Pistols, Smith, 1947 sehen kann. Der untere Arm war in den Abzug der Waffe eingerastet. Der vordere Arm hielt den Lauf für das Nachladen der Waffe. Der hintere Arm diente als Schlagstück-Sicherung.

## Funktion
Um die Waffe zu laden, muss das Schlagstück gespannt werden. Während das Schlagstück um seinen Stift rotiert, wirkt es auf den Abzug, und das Abzugsstück wird in der Hahnrast arretiert und hält das Schlagstück. Der Stift des Schlagstücks unterstützt auch den vorderen Arm des drei-armigen Hebels und wird von seiner Feder so hoch angehoben, dass er unter dem Lauf arretiert wird. Das aufsteigende Daumenstück auf der Oberseite des Laufs über dem Verschluss wird dann nach vorne gedrückt. Der Lauf bewegt sich vorwärts, bis die Mündung von dem Gehäuse hervortritt, worauf die Rückholfeder zusammengedrückt wird. Der Hebel rastet sich dann an der Unterseite des Laufes ein, sodass die Waffe geladen werden kann (siehe Abbildung auf Seite 189 von Mannlicher Rifles and Pistols, Smith, 1947).
Der Ladestreifen hat eine Kapazität von fünf Patronen. Beim Einfügen der Munition wird der Ladestreifen in das Verschlussgehäuse eingesetzt und die Patronen werden in das Magazin gepresst. Die Patronen werden dann von dem Ladestreifen entfernt und in den Magazinschacht innerhalb des Griffs gepresst, wodurch eine Feder im Magazin zusammengedrückt wird. Eine Vorrichtung auf der Oberseite des Magazins verhindert, dass die Patronen herausfallen.
Bei der bevorzugten Art, die Pistole zu halten, wird der Zeigefinger um den Verschluss über dem Abzugsbügel positioniert und der Mittelfinger durch den Abzugsbügel gegen den Abzug gedrückt.
Wenn man den Abzug betätigt, rastet sich der Hahnrast aus seiner Position aus, sodass die Schlagfeder das Schlagstück ein wenig voran drückt. Der hintere Arm des drei-armigen Hebels rastet sich in seiner Position ein, was bewirkt, dass das Schlagstück in Feuerposition bleibt. Gleichzeitig wird auch der vordere Arm des Hebels gesenkt, was den Lauf freimacht. Dadurch kann die zusammengepresste Rückholfeder den Lauf zurückfahren, die oberste Patrone des Magazins darauf in das Patronenlager schieben und den Kopf der Patrone gegen den Verschluss drücken. Das Schlagstück kann manuell von dem Schützen gespannt werden, aber auch nur mit dem Abzug, was das Double-Action-System in der Waffe ermöglicht.
Sobald das Schießpulver abbrennt und sich ausdehnt, verhindert der starre, unbewegliche Verschluss, dass es zu einer Rückwärtsbewegung der Patrone kommt und er verursacht, dass die  Druckkraft gegen die Kugel wirkt, sodass sie in Richtung der Mündung getrieben wird. Durch die Vorwärtsbewegung des Projektils innerhalb des Laufes wird auch Reibung erzeugt. Die nach vorn auf den Lauf wirkende Reibkraft wird er nach vorne mitgenommen, bis die Kugel die Mündung der Waffe verlässt. Die Vorwärtsbewegung des Laufs wird mit der zunehmenden Spannung der Rückholfeder angehalten. Der Rückstoß der Pistole nach dem Abfeuern ist nicht zu unterschätzen.

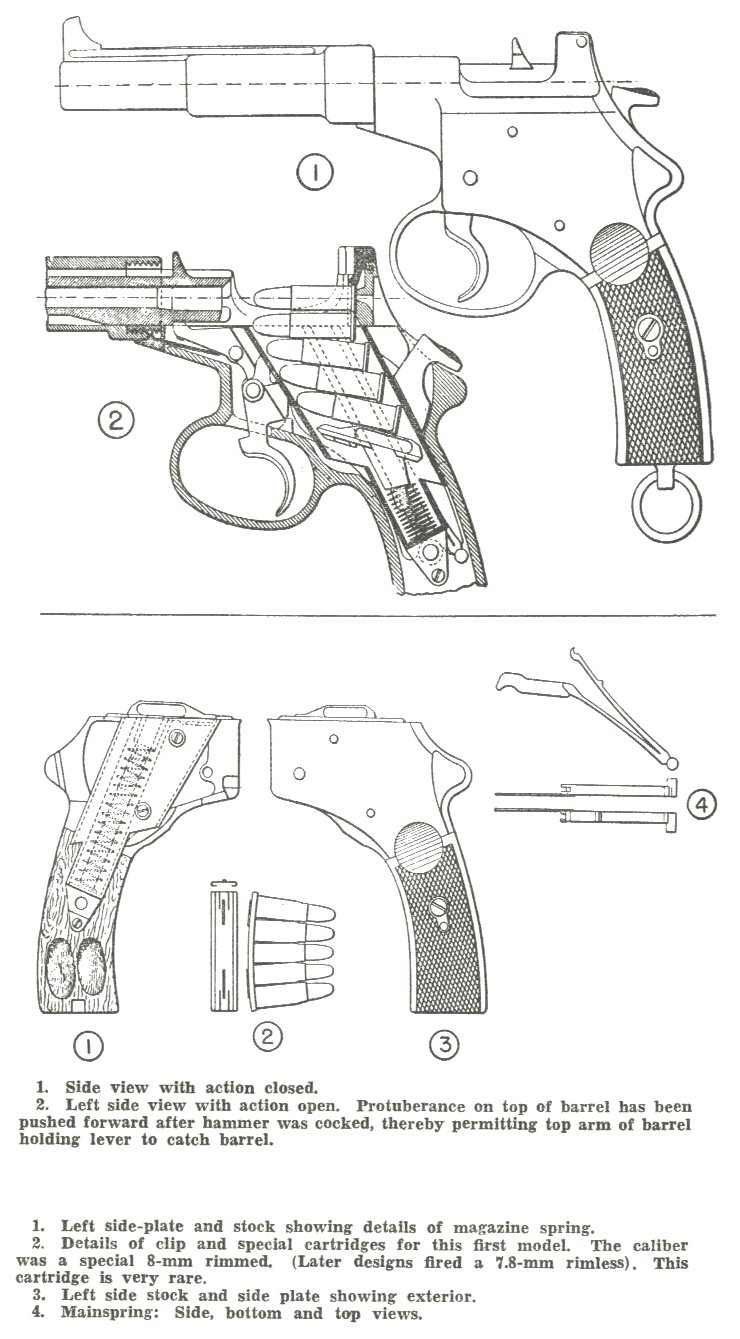
Abbildung S. 186

Der Auszieher ist an der linken Seite des Laufs angebracht. Wenn sich der Lauf nach vorne bewegt, nimmt der Auszieher die Patronenhülse aus dem Verschluss und entfernt sie aus der Waffe.
Nachdem der Abzug betätigt wurde, bewegt sich der drei-armige Hebel nach oben und rastet den Lauf in seiner Vorwärtsbewegung ein. Eine Feder im Magazin treibt die darin sich befindenden Patronen nach oben, sodass die nächste Patrone für das Laden bereit gemacht wird. Wenn der Abzug losgelassen wird, bewirkt er, dass der untere Arm des Hebels sich dreht und der vordere Arm den Lauf entspannt. Der Lauf wird dann durch die Rückholfeder zurückgedrückt und die nächste Patrone kann geladen werden.

## Historische Referenzen
Die Pistolen wurden im Juni 1900 von der US-amerikanischen Armee in der Springfield Armory getestet. Nach ausführlichen Tests sagten die Prüfer, dass sie den Gebrauch der Waffe nicht empfehlen würden, da diese während der Tests häufig nicht funktioniert habe. Die Patronen haben oft die Pistole blockiert und haben sogar fehlgezündet. Nach 281 Schüssen ist auch der Lauf der Pistole zerborsten.
Hier ein Auszug aus dem Testprotokoll:
„Obwohl diese Pistole eine sehr simple Konstruktion hat, ist der Ladevorgang sehr mühsam und langsam, und es wäre fast unmöglich für einen Mann die Waffe beim Reiten zu laden. Die Muskelanstrengung ist praktisch dieselbe wie bei einem normalen double-action Revolver, jedoch ist die Feuerrate viel langsamer.“

## Ähnliche Waffen
- Roth-Steyr M1907
- Steyr Mannlicher M1901